# 英厄·比吉特·漢森
英厄·比吉特·安克爾·漢森（丹麥語：Inge Birgit Anker Hansen；1927年—2009年11月20日），是前丹麥羽球運動員。
英厄·比吉特·漢森在1954年，1959年和1961年分別與芬·科貝羅、波爾-埃里克·尼爾森搭檔贏得了全國混合雙打冠軍。此外，她在1956年和1960年與奥瑟·温特一起奪得女子雙打冠軍。她最大的成就來自1959年全英羽球錦標賽，當時她與波爾-埃里克·尼爾森一起贏得混合雙打冠軍。